# Лафон, Морис
Мори́с Лафо́н (фр. Maurice Lafont; 13 сентября 1927, Вильнёв-Сен-Жорж — 8 апреля 2005, Ним) — французский футболист, центральный защитник. Участник Чемпионата мира 1958.

## Карьера
Родители Мориса вместе с ним бежали от немецкой оккупации на юг Франции, где его отец работал на железной дороге. Там же он начал играть в футбол в юношеском составе клуба «Шермино». А затем стал играть за взрослую команду клуба. В 1950 году он перешёл к главному сопернику «Шермино» — «Олимпику» из Нима, сыграв первую игру в апреле 1950 года. На год он уехал в аренду в команду второго французского дивизиона «Гренобль Фут 38». «Олимпик» с ним стал одной из сильнейших французских команд 50-х, но не смог стать чемпионом страны и два раза проиграл в финале Кубка Франции.
В 1958 году между июнем и октябрём Лафон играл за сборную Франции, проведя лишь 4 матча, так как его позиция твердо занята Робером Жонке. Он дебютировал в сборной в полуфинале чемпионата мира, из-за тяжёлой травмы Жонке. В октябре он провёл последний матч, где его команда сыграла вничью 2:2 с Германией.
В 1959 году Лафон перешёл в «Тулон», где за 14 игр забил 2 мяча, но клуб опустился во второй дивизион. Попытка возвращения в первую французскую лигу провалилась, и Лафон перешёл в «Монпелье», где завершил карьеру в возрасте 34 лет.

## Клубная
| Сезон     | Команда         | Чемпионат  | Чемпионат | Чемпионат | Кубок | Кубок | Кубок Драго | Кубок Драго |
| Сезон     | Команда         | Лига       | Игры      | Голы      | Игры  | Голы  | Игры        | Голы        |
| --------- | --------------- | ---------- | --------- | --------- | ----- | ----- | ----------- | ----------- |
| 1949/1950 | Олимпик Ним     | Дивизион 2 | 2         | 1         | ?     | ?     | —           | —           |
| 1950/1951 | Олимпик Ним     | Дивизион 1 | 6         | 0         | ?     | ?     | —           | —           |
| 1951/1952 | Гренобль Фут 38 | Дивизион 2 | 19        | 3         | 1     | 0     | —           | —           |
| 1952/1953 | Олимпик Ним     | Дивизион 1 | 30        | 0         | 1     | 0     | 3           | 0           |
| 1953/1954 | Олимпик Ним     | Дивизион 1 | 32        | 2         | 2     | 1     | 1           | 0           |
| 1954/1955 | Олимпик Ним     | Дивизион 1 | 32        | 3         | 2     | 0     | 1           | 0           |
| 1955/1956 | Олимпик Ним     | Дивизион 1 | 31        | 0         | 3     | 0     | 4           | 0           |
| 1956/1957 | Олимпик Ним     | Дивизион 1 | 28        | 0         | 6     | 0     | —           | —           |
| 1957/1958 | Олимпик Ним     | Дивизион 1 | 34        | 0         | 6     | 0     | —           | —           |
| 1958/1959 | Олимпик Ним     | Дивизион 1 | 37        | 2         | 5     | 1     | —           | —           |
| 1959/1960 | Тулон           | Дивизион 1 | 14        | 1         | 0     | 0     | 0           | 0           |
| 1959/1960 | Монпелье        | Дивизион 2 | 13        | 0         | 2     | 0     | 0           | 0           |
| 1960/1961 | Тулон           | Дивизион 1 | 23        | 2         | 3     | 0     | 1           | 1           |

## Личная жизнь
После окончания карьеры игрока Лафон немного позанимался тренерской работой. А затем переехал в Ним, где открыл кафе.